# Macrodampetrus
Genre
Macrodampetrus est un genre d'opilions laniatores de la famille des Assamiidae.

## Distribution
Les espèces de ce genre sont endémiques de Nouvelle-Guinée orientale en Papouasie-Nouvelle-Guinée.

## Liste des espèces
Selon World Catalogue of Opiliones (03/06/2021) :
- Macrodampetrus bicoloripes Roewer, 1915
- Macrodampetrus unicoloripes Roewer, 1915

## Publication originale
- Roewer, 1915 : « 106 neue Opilioniden. » Archiv für Naturgeschichte, vol. 81, no 3, p. 1–152 (texte intégral).